# Otakar Votík
Otakar Votík (* 18. März 1895; † 14. Dezember 1972) war ein tschechoslowakischer Ruderer.

## Biografie
Otakar Votík gehörte bei den Olympischen Sommerspielen 1920 in Antwerpen zur tschechoslowakischen Crew, die in der Achter-Regatta startete. Das Boot schied jedoch im Vorlauf aus. Bei den Europameisterschaften 1923 gewann er mit dem tschechoslowakischen Achter die Bronzemedaille.